# У горах моє серце
«У горах моє серце» — радянський телефільм 1975 року, знятий режисером Левоном Григоряном на кіностудії «Вірменфільм».

## Сюжет
За мотивами однойменної п'єси Вільяма Сарояна. Драма про сім'ю вірменських емігрантів у США, які живуть бідно, але чесно, і зберігають пам'ять про давню батьківщину. Дія відбувається у роки Першої світової війни.

## У ролях
- Гор Саакян — хлопчик Джонні
- Сос Саркісян — Бек Александер, батько Джонні
- Арусь Асрян — бабуся
- Микола Гриценко — Джаспер Мак-Грегор
- Інокентій Смоктуновський — містер Козак
- Азат Шеренц — Джон Байро
- Олександр Аджемян — епізод
- Цолак Вартазарян — епізод
- Лаура Вартанян — мексиканка
- Анаїт Топчян — Елен
- Рубен Мартіросян — епізод
- Євген Нерсесян — епізод
- Р. Абовян — епізод
- Мігран Кечоглян — епізод
- Ашот Нерсесян — епізод

## Знімальна група
- Режисер — Левон Григорян
- Сценаристи — Перч Зейтунцян, Баграт Оганесян
- Оператор — Сергій Ісраєлян
- Композитор — Арно Бабаджанян
- Художник — Рафаель Бабаян